# Santa Maria delle Grazie, Milano

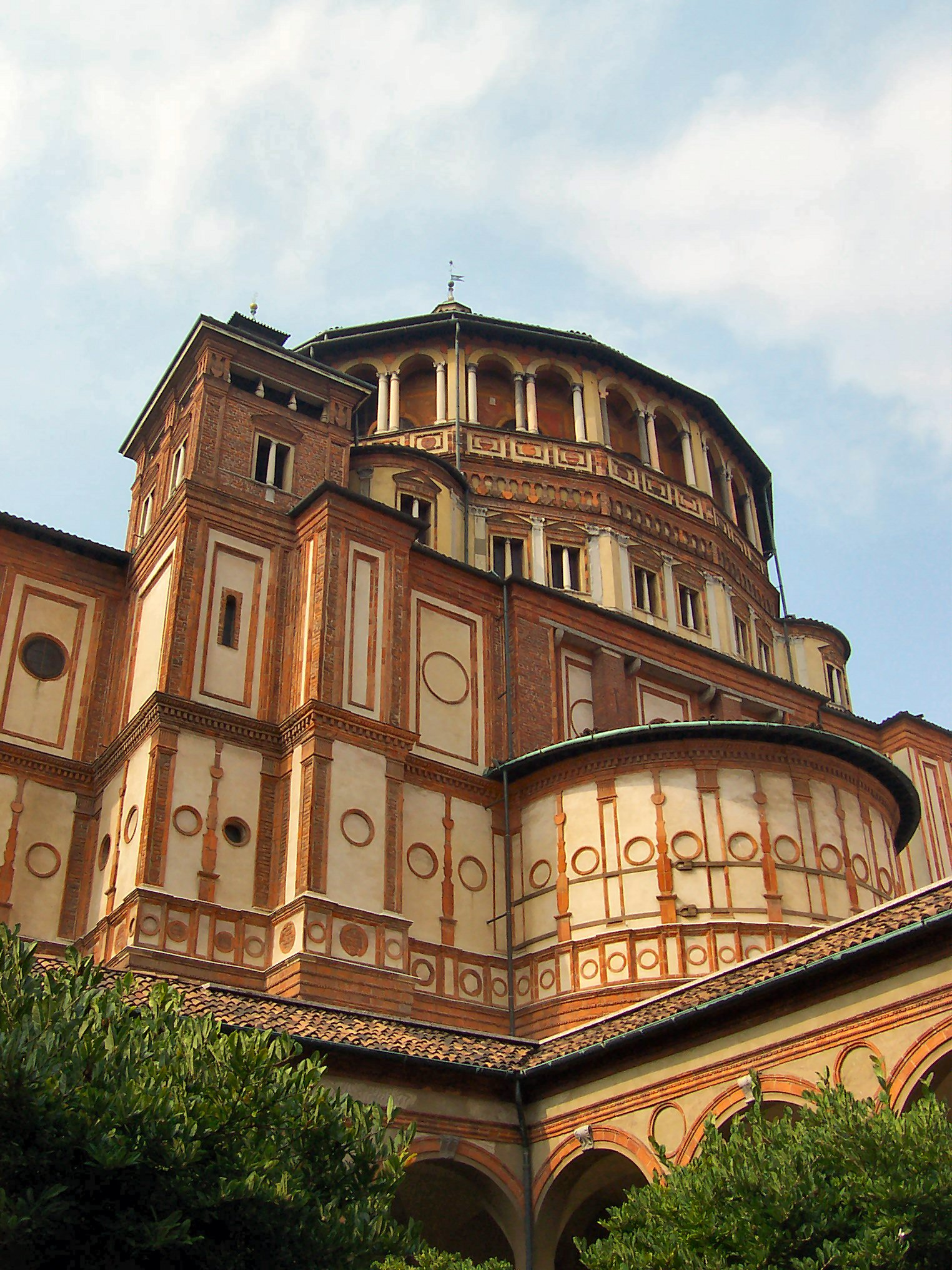
Santa Maria delle Grazie – absidens exteriör.

Santa Maria delle Grazie är en kyrkobyggnad med kloster i Milano, uppförda under 1400-talets andra hälft. Donato Bramante var en av kyrkans arkitekter.
I det intilliggande dominikanerklostrets refektorium utförde Leonardo da Vinci sin berömda målning Nattvarden 1495–1498.